# Geranylaceton
Geranylaceton je organická sloučenina se vzorcem CH3C(O)(CH2)2CH=C(CH3)(CH2)2CH=C(CH3)2. Jedná se o bezbarvý olej. Je prekurzorem syntetického skvalenu.

## Výskyt
Geranylaceton je chuťovou složkou mnoha rostlin včetně rýže, manga a rajčat.
Spolu s dalšími ketony vzniká rozkladem rostlinných látek ozonem.

## Biosyntéza
Vzniká oxidací některých karotenoidů. Tuto reakci katalyzuje karotenoidová oxygenáza.